# Ginger Snaps
Ginger Snaps (titulada: Feroz en México y Ginger Snaps: La poseída en Venezuela) es una película canadiense de terror del año 2000 protagonizada por Katharine Isabelle y Emily Perkins, que tuvo dos secuelas: Ginger Snaps 2: Los Malditos y Ginger Snaps: El Origen.

## Argumento
La película está ambientada en Bailey Downs, un suburbio donde ha estado ocurriendo una ola de asesinatos de perros. Brigitte y Ginger Fitzgerald son hermanas adolescentes que albergan una fascinación con la muerte y, como niñas, formaron un pacto para morir juntas. Una noche, mientras iban de camino a secuestrar el perro de una matona de la escuela, Trina Sinclair, Ginger comienza su primer período, lo que da lugar a que las chicas sean atacadas por la criatura responsable de los asesinatos. La criatura hiere a Ginger y se da a la fuga con ella, pero Brigitte la rescata. Mientras las chicas huyen, la criatura es atropellada por una camioneta perteneciente a Sam MacDonald, un narcotraficante local. Ginger decide no ir al hospital ya que sus heridas curan rápidamente.
Tras el ataque, Ginger experimenta transformaciones físicas y mentales que preocupan a Brigitte. Ginger comienza a comportarse de manera agresiva y empieza a crecer pelo desde sus heridas, le crece una cola, y menstrúa fuertemente. Haciendo caso omiso de las advertencias de Brigitte, Ginger tiene relaciones sexuales sin protección con un compañero de clase llamado Jason y mata al perro de un vecino. Brigitte y Sam están de acuerdo en que Ginger fue atacada por un hombre lobo y está en proceso de convertirse en uno. Por consejo de Sam, Brigitte persuade a Ginger de que se haga perforar el ombligo utilizando un anillo de plata, con la esperanza de que eso la cure. Pero el remedio resulta ineficaz. Entonces Sam sugiere la planta Aconitum napellus como solución, pero no es posible ya que la planta sólo se encuentra en la primavera.
Más tarde, Trina se presenta en la casa Fitzgerald para acusar a Ginger de secuestrar a su perro. Mientras ella lucha con Ginger, Trina se mata accidentalmente cuando se resbala y se golpea la cabeza contra el mostrador de la cocina. El cuerpo de Trina es por poco encontrado por los Fitzgerald (padres), pero las chicas ponen el cuerpo en un refrigerador, explicando que la sangre derramada en el piso es parte de otro proyecto de la escuela. Brigitte rompe accidentalmente dos de los dedos de Trina mientras intenta sacar el cadáver congelado del refrigerador. Pierden los dedos cuando entierran el cuerpo de Trina. Brigitte le dice a Ginger que no puede salir más, pero Ginger permanece desafiante.
En Halloween, Brigitte toma el acónito comprado por su madre y le pide a Sam que prepare la cura. Al tratar de localizar a Ginger, Brigitte es atacada por Jason infectado y se defiende mediante la cura. Jason cambia su comportamiento repentinamente, lo que demuestra que la cura funciona. En la escuela, Brigitte descubre que Ginger ha asesinado al consejero, el Sr. Wayne, y a un testigo de la matanza, el conserje de la escuela.
La madre de las niñas encuentra el cadáver de Trina y va en busca de sus hijas. Mientras las busca, ve a Brigitte buscando ayuda y la recoge. Ahora van por Ginger al invernadero Bash, ella le dice que va a quemar la casa, encendiendo la perilla y luego encendiendo un fósforo para borrar la evidencia de la muerte de Trina. Brigitte llega y encuentra a Sam rechazando a una Ginger a punto de convertirse. Mientras se acerca a ella, esta le rompe el brazo. En la desesperación, Brigitte se infecta a sí misma mientras Sam le ruega que no lo haga. A medida que las hermanas se van, Sam golpea a Ginger con una pala. Brigitte y Sam luego van de vuelta a la casa Fitzgerald en su furgoneta, y preparan más de la cura para Ginger.
Ginger se transforma completamente en un 
hombre lobo en el camino a casa y se escapa de la camioneta. Consciente de que se ha transformado, Sam y Brigitte se esconden en la despensa para preparar la cura. Cuando Sam va en busca de Ginger, esta mutila a Sam. Brigitte recoge la jeringa caída y sigue el rastro de sangre hasta la planta baja. Después de encontrar a Sam herido y sangrando, ella trata de salvarlo al beber su sangre en un intento de calmar a Ginger, pero no puede llegar hasta el final. Ginger ve repulsión en Brigitte y mata a Sam delante de ella, mordiéndolo en la yugular.
Como Ginger acecha a Brigitte por el sótano, Brigitte regresa a la habitación donde crecieron. Encuentra el cuchillo que Ginger había estado utilizando para cortarse la cola. Brigitte tiene la cura en una mano y el cuchillo en la otra. Aunque Brigitte se ofrece para curarla, Ginger se abalanza sobre ella, terminando fatalmente apuñalada con el cuchillo. Brigitte apoya la cabeza sobre su hermana moribunda y llora.

## Elenco
- Katharine Isabelle es Ginger Fitzgerald.
- Emily Perkins es Brigitte Fitzgerald.
- Kris Lemche es Sam McDonald.
- Mimi Rogers es Pamela Fitzgerald.
- Jesse Moss es Jason McCardy.
- Danielle Hampton es Trina Sinclair.
- John Bourgeois es Henry Fitzgerald.
- Peter Keleghan es Mr. Wayne
- Christopher Redman es Ben.
- Jimmy MacInnis es Tim.
- Lindsay Leese es Nurse Ferry.
- Wendii Fulford es Ms. Sykes

## Preproducción
En enero de 1995, Fawcett "sabía que quería hacer una película de metamorfosis y una película de terror. También sabía que quería trabajar con chicas jóvenes." Fawcett habló con la guionista Karen Walton, que fue inicialmente reacia a escribir el guion debido a la reputación del género de terror para los personajes débiles, pobre narración, y una imagen negativa de las mujeres. Sin embargo, Fawcett convenció a Walton de que esta película reinterpretaría el género.
Los dos se encontraron con problemas para financiar la película. Se acercaron al productor Steve Hoban, con quien habían trabajado antes, y él estuvo de acuerdo en producir la película. Hoban empleó a Ken Chubb para editar y pulir la historia, y después de dos años estaban dispuestos a buscar los financieros.
Motion International se comprometió a la financiación y la distribución de la película en Canadá y Trimark acordó ser el distribuidor y financiero americano. La película parecía lista para entrar en producción en el otoño de 1998, sin embargo las negociaciones con Trimark hicieron a los productores perder el plazo de presupuestos por Telefilm Canadá, la Agencia Canadiense de financiación de películas federal. En lugar de seguir adelante con sólo el 60% de la financiación, Hoban decidió esperar un año para la financiación de Telefilm. Durante este intervalo de tiempo Trimark dejó caer la película. Lions Gate Films tomó su lugar,  Unapix Entertainment acordó distribuir el DVD. El presupuesto de la película fue de menos de $5 millones.

## Crítica
La película fue "aparentemente dejada por muerta". Sobre el 2000 estrenaría en el Festival de Cine de Toronto, pero ahora se considera una película de culto. La película fue bien recibida por los críticos, que cuenta con una puntuación de frescura 89% en Tomatometer . La alabanza se centró en la calidad de la actuación de los dos protagonistas, que recuerda la terrible transformación de Cronenberg, el uso de la licantropía como una metáfora de la pubertad, y el humor negro. 
Los críticos que filtró la película pensaba que la metáfora de la pubertad era demasiado obvio, los personajes también en la parte superior (especialmente la madre), y el humor negro y elementos de terror desequilibrados. Sin embargo, lo hicieron de crédito como un intento digno y a menudo se dio un puntaje medio en las escalas de su estrella.
La película recaudó 425.753 dólares en el país C, lo que es la quinta película más taquillera de Canadá entre diciembre de 2000 y noviembre de 2001. Debido a un objeto de culto, se las ha arreglado para publicar vídeo importante y las ventas de DVD. Estos resultados combinados con un éxito moderado teatral en el exterior llevó a la creación de una trilogía.
Debido a que la licantropía película se enlaza a la menstruación y que tiene dos hermanas, Ginger Snaps se presta a una crítica feminista. "Al mismo tiempo que representan los bonos mujer tan importantes y lleno de dificultades, Ginger Snaps retrata la doble cara-se une a las adolescentes.

## Filmación
La filmación se llevó a cabo entre el 25 de octubre y 6 de diciembre de 1999, un poco más de seis semanas. Tres de los suburbios de Toronto, Etobicoke, Brampton (la ciudad natal de Kris Lemche), y Scarborough sirvieron como el suburbio de Bailey Downs. Filmando al aire libre durante el invierno de Toronto, dieciséis horas al día, seis días a la semana significaba que el reparto y el equipo podía enfermar de vez en cuando. En el primer día de rodaje en las afueras, las imágenes para la secuencia del título fueron creadas. Las sangrientas muertes falsas atrajeron una multitud y Fawcett estuvo preocupado por si molestaba a los vecinos. Las chicas estaban cubiertas de sangre falsa para los disparos y, en ese momento, el sótano de un dueño de casa sirvió como su vestuario. Cada vez que tenían que cambiar, alguien tenía que distraer al niño cuatro años de edad, hijo del dueño de casa. El horario era tan descentrado que el reparto y el equipo tuvieron que ir y volver para rodar escenas de día a las 11:00 p. m., y el rodaje de una escena de día en el invernadero comenzó a la medianoche. El Director de Fotografía resolvió el problema mediante el uso de gel de difusión y cuatro lámparas de dieciocho kilovatios que generaron suficientemente luz para ser visto a una milla de altura en el cielo. Los efectos especiales demostraron ser una dificultad importante, ya que Fawcett evitó los efectos CGI, y prefirió utilizar medios más tradicionales como prótesis y maquillaje. En consecuencia, Isabelle tuvo que pasar hasta siete horas en la silla de maquillaje para crear la transformación de Ginger y dos horas más para eliminarlos. A menudo cubierta de sangre falsa y pegajosa que requiere bórax y detergente para quitar, ella soportó más el uso de contactos que obstaculizaban su visión y dientes, lo que significaba que no podía hablar sin un ceceo. Lo más irritante era la prótesis facial completa, que la hacía moquear constantemente. Usó Q-tips para parar.

## Premios
- Mejor largometraje en el Festival de Cine Fantástico de Málaga.